# پیمان متر

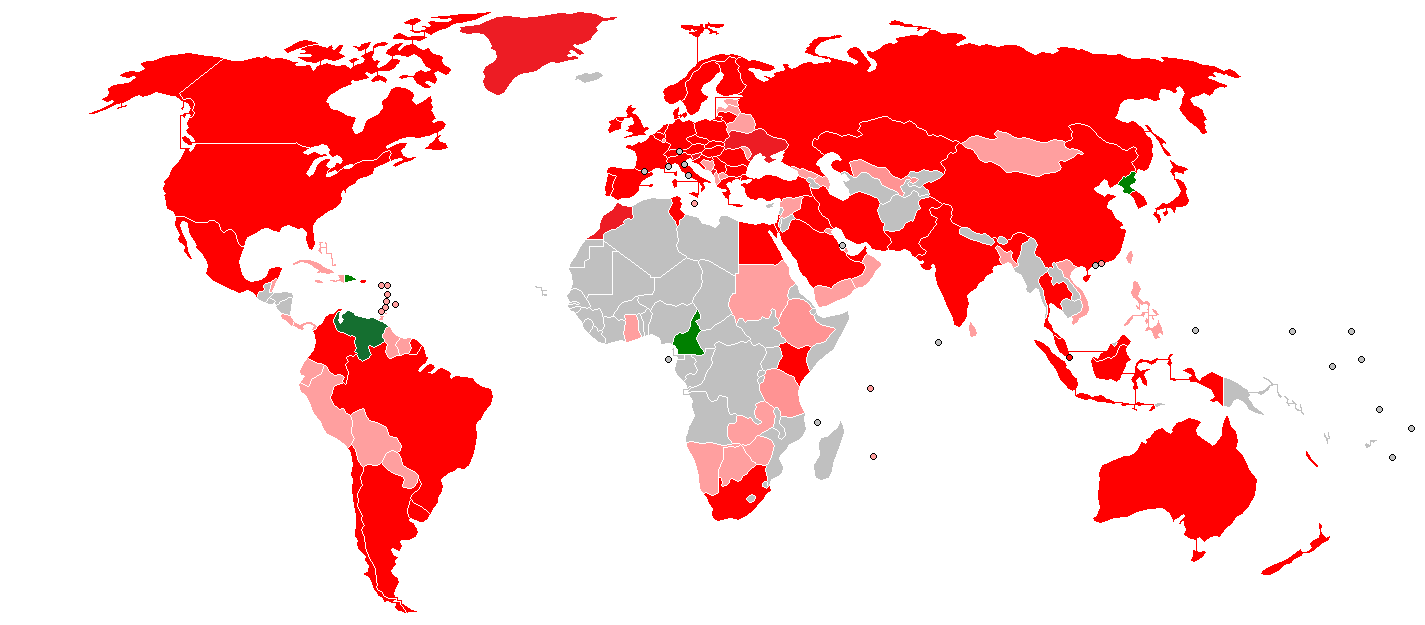
پیمان متر یا کنوانسیون متر

پیمان متر یا کنوانسیون متر با عضویت ۱۷ کشور صنعتی در سال ۱۸۷۵ وظیفه یکسان‌سازی واحدهای اندازه‌گیری را برعهده گرفتند.
ایران پس از یک صد سال همزمان با تأسیس سازمان انرژی اتمی جهت اجرای استانداردسازی مراجع ملی در سال ۱۳۵۳ به عضویت این سازمان درآمد. چرا که استانداردهای اندازه‌گیری پرتوهای یون‌ساز و رادیومتری در نتیجه فعالیت هر آزمایش پرتو دهی بر سلامت انسانها و محیط زیست نقش مهم و تأثیرگذار دارد.
منطقه اقتصادی اوراسیا را انتخاب نمایید تا مقایسات آزمایشگاهی پایلوت (پایکار) مشخص گردد.